# Mani Obeya

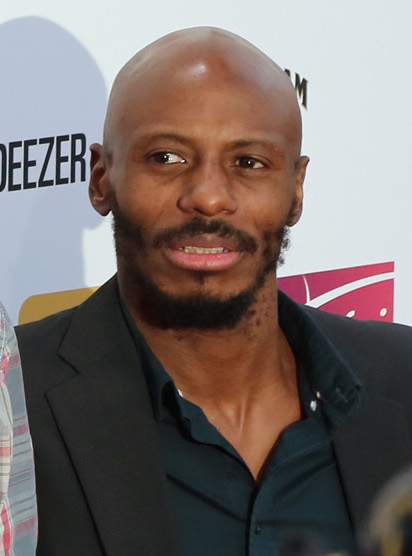
Mani Obeya bei den Amadeus Awards 2013

Mani Obeya (bürgerlich Emmanuel Obeya, * 1969 in Nigeria) ist ein in Großbritannien aufgewachsener Tänzer, Sänger, Songwriter und Choreograf. Seit 2004 ist er Mitglied der österreichischen Band Sofa Surfers.

## Ausbildung
Mani Obeya absolvierte seine Ausbildung an der Arts Educational Schools in London, wo er sein Diplom erhielt. Er machte seinen Abschluss in Tanz an dem Dance Theatre of Harlem in New York.

## Karriere

### Choreographie und Tanz
Nach seiner Ausbildung war Mani Obeya Solist am Theater und Orchester Heidelberg, dem Nationaltheater Mannheim und dem Unterwegs Theater Heidelberg. Es folgten einige Jahre Arbeit in der Wiener Freien Szene, wie etwa eine Zusammenarbeit mit dem Tanztheater Wien unter der Leitung von Liz King. Er war in Choreografien von Catherine Guerin, Nigel Charnock und Simon Frearson zu sehen, bevor er Solist an der Volksoper Wien wurde, wo er bis 2003 tanzte und choreografierte. Danach war er ab 2006 Gast bei der Forsythe Company.
Er arbeitete als Choreograph mit dem Regisseur und Videokünstler Robert Lehniger an der Deutschen Oper Berlin, dem Deutschen Theater Berlin, dem Niedersächsischen Staatstheater Hannover, am Theater Bremen, dem Schauspielhaus Dresden und dem Schauspielhaus Düsseldorf. Außerdem wurde er 2004 Mitglied von Michael Keegan-Dolans Fabulous Beast Dance Theatre, mit dem er über ein Jahrzehnt lang weltweit auftrat, bevor sie unter dem Namen Teac Damsa neu formiert wurde. Er war mehrere Jahre lang Dolans Probedirektor bei einer weltweiten Tournee des mehrfach preisgekrönten Werks Schwanensee / Loch na hEala.
In der Saison 2018/2019 war er Regieassistent von Emma Martin an der Irish National Opera für die Inszenierung von Orfeo ed Euridice.
Danach war er Probenleiter für das Olivier-nominierte MAM von Michael Keegan-Dolans und dem irischen Tanzensemble Teac Damsa, das auf Welttournee ging.
Obeya ist Associate Choreographer und Rehearsal Director für die dreifach besetzte Sadler’s Wells-Produktion von The Only Tune, die 2020 uraufgeführt wurde.
Obeya war 2020/2021 Choreograf und Performer für das Werk AIR unter der Produktion von D.ID Dance Identity.
2021 und 2022 tourt er als Darsteller in Gootopia mit Doris Uhlich.

### Musik
Mani Obeya ist Sänger und Songwriter der Wiener Trip-Hop-, Dub- und Electronic-Rock-Band Sofa Surfers, die seit 1996 besteht und mit der er zwei Amadeus Austrian Music Awards gewann: Den Amadeus Award für Electronic/Dance im Jahr 2010 und den Amadeus Award in der Kategorie Alternative im Jahr 2013.
Die Musik der Band wurde in internationalen Film- und Fernsehproduktionen eingesetzt, u. a. in den Simon Brenner-Krimis Komm, süßer Tod, Silentium und Der Knochenmann. Als Singer-Songwriter arbeitete Obeya mit anderen Produzenten wie Rodney Hunter zusammen. Zudem war er Mitbegründer der Musikprojekte Soundhotel und Indus Tree, mit denen er nach wie vor komponiert. Er arbeitete auch mit dem spanischen Produzenten und Musiker Ed is Dead an seinem 2017er Album #YL48H zusammen, das in Spanien als bestes alternatives Album des Jahres ausgezeichnet wurde. Obeya sang 2017 auf dem Album Capriole vom Bandprojekt morgen es wird schoen gemeinsam mit Alfred Themel und Alex Atschimov.

## Soziales Engagement
Er arbeitet international an verschiedenen Jugend Programmen, wie z. B. an Projekten mit jungen Menschen in informellen Siedlungen in Nairobi, Kenia mit Auma Obama und der Organisation CARE sowie dem Goethe-Institut. Obeya arbeitet mit Geflüchteten in Österreich im Rahmen des Tanzprojekts Songs of the Water / Tales of the Sea und mit dem National Youth Dance Theatre at Sadler’s Wells an deren Produktion von Innocentes in Großbritannien.
Zusammen mit Rio Rutzinger war Obeya für die Programmierung des Bereichs Tanz und Performance des KulturSommers Wien in dessen Eröffnungsjahr 2020 und im darauffolgenden Sommer 2021 verantwortlich.

## Privates
Obeya, geboren in Nigeria, zog mit sieben Jahren nach London. Er lebte in New York und Deutschland, bevor er nach Wien zog. Er ist verheiratet mit der Tänzerin und Tanzwissenschaftlerin Esther Balfe, mit der er auch künstlerisch zusammenarbeitet.

## Diskografie

### MitSofa Surfers
- 2004: Sofa Surfers
- 2010: Blindside
- 2012: Superliminal
- 2014: Das ewige Leben
- 2015: Scrambles, Anthems and Odysseys
- 2017: 20

### MitSoundhotel
- 2004: Your Place
- 2005: Between Love And Disaster

### Mitmorgen wird es schoen
- 2017: Capriole

## Auszeichnungen
- Amadeus Austrian Music Award 2010 (mit Sofa Surfers)
- Amadeus Austrian Music Award 2013 (mit Sofa Surfers)[26]